# 馬栄成
馬 栄成（ば えいせい/マー ウィンシン、1961年1月16日）は香港の漫画家。漫画出版社「天下出版国際有限公司」代表。代表作に、『風雲』『中華英雄』等がある。

## プロフィール
1976年、15歳でデビュー。『五兄弟』や『風流』などの新聞連載コミックで早くから頭角を現す。池上遼一、川崎のぼるなどの日本劇画に影響を受けたダイナミックな迫力と、中華圏ならではのカンフー武術を取り入れた『中華英雄』を1981年連載開始。空前の大ブームを巻き起こす。1989年、それまで所属していた黄玉郎率いる「玉郎機構」から独立し、「天下出版」を設立した。独立直後に何者かに襲われ手を負傷する事件に見舞われたが、まもなくオリジナル武俠漫画『風雲』を連載開始し、これも大ヒット。現在までロングラン連載が続いている。
馬の率いる「天下出版国際有限公司」は、『風雲』や『黒豹列傳』など自己の作品のほか、日本コミックのライセンス取得作品（『バガボンド』、『スラムダンク』、『NANA』など）、さらには日本の少女漫画雑誌『なかよし』と提携したオリジナル少女漫画雑誌『COMIC FANS』（2012年『COMIC フェス』に改名、現在は停刊）発行、現地の少女漫画作家を育成するなど、多面的展開を図っている。また漫画家としても、自らのヒット作『風雲』を未来SF作品に発展させた『神武紀』を執筆するなど、常に挑戦的姿勢を持ち続けている。漫画家としても実業家としても成功を収めた彼は、地元・香港ではスター的存在であるが、いつも自分の利益のため、多くの日本コミックのタイトルを最後まで出版せず、大勢のファンの反感を買っている。

## 作品一覧
- 『五兄弟』
- 『風流』
- 『中華英雄』（『レジェンド・オブ・ヒーロー/中華英雄』として映画化）

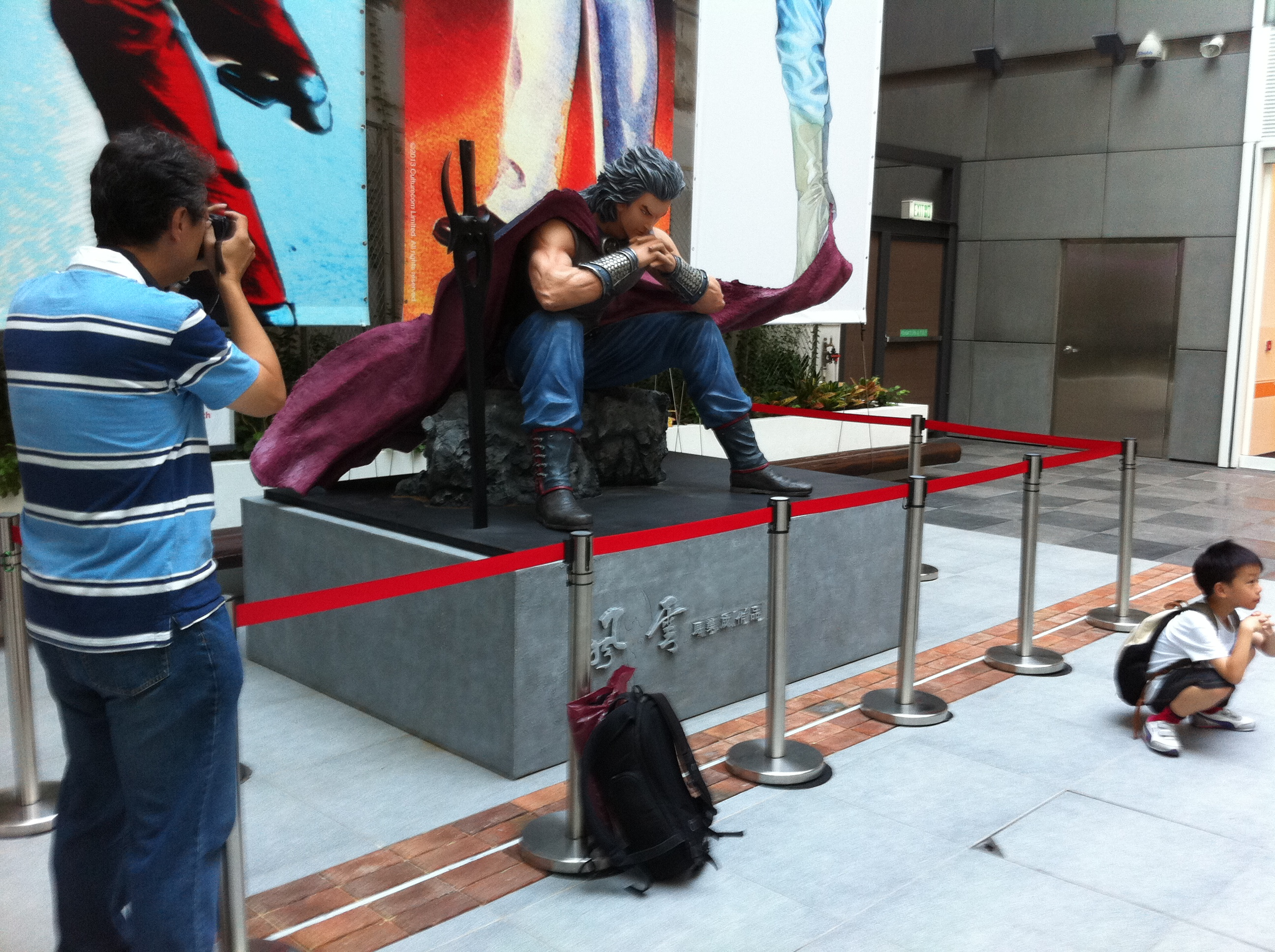
『風雲』の像

- 『風雲』（『風雲 ストームライダーズ』として映画化、続編『風雲 ストームウォリアーズ』､台湾のテレビドラマ『風雲（中国語版）』『続・風雲』『風雲2（中国語版）』、中国本土製作アニメ『風雲決 ストームライダーズ』もある)
- 『両極』
- 『黒豹列伝』
- 『神王』
- 『神武紀』

そのほか、映画『HERO』や、金庸の武俠小説『雪山飛狐』、『倚天屠龍記』など数多くのコミック化に関わっている。